# Pomone (opéra)
Pour les articles homonymes, voir Pomone (homonymie).

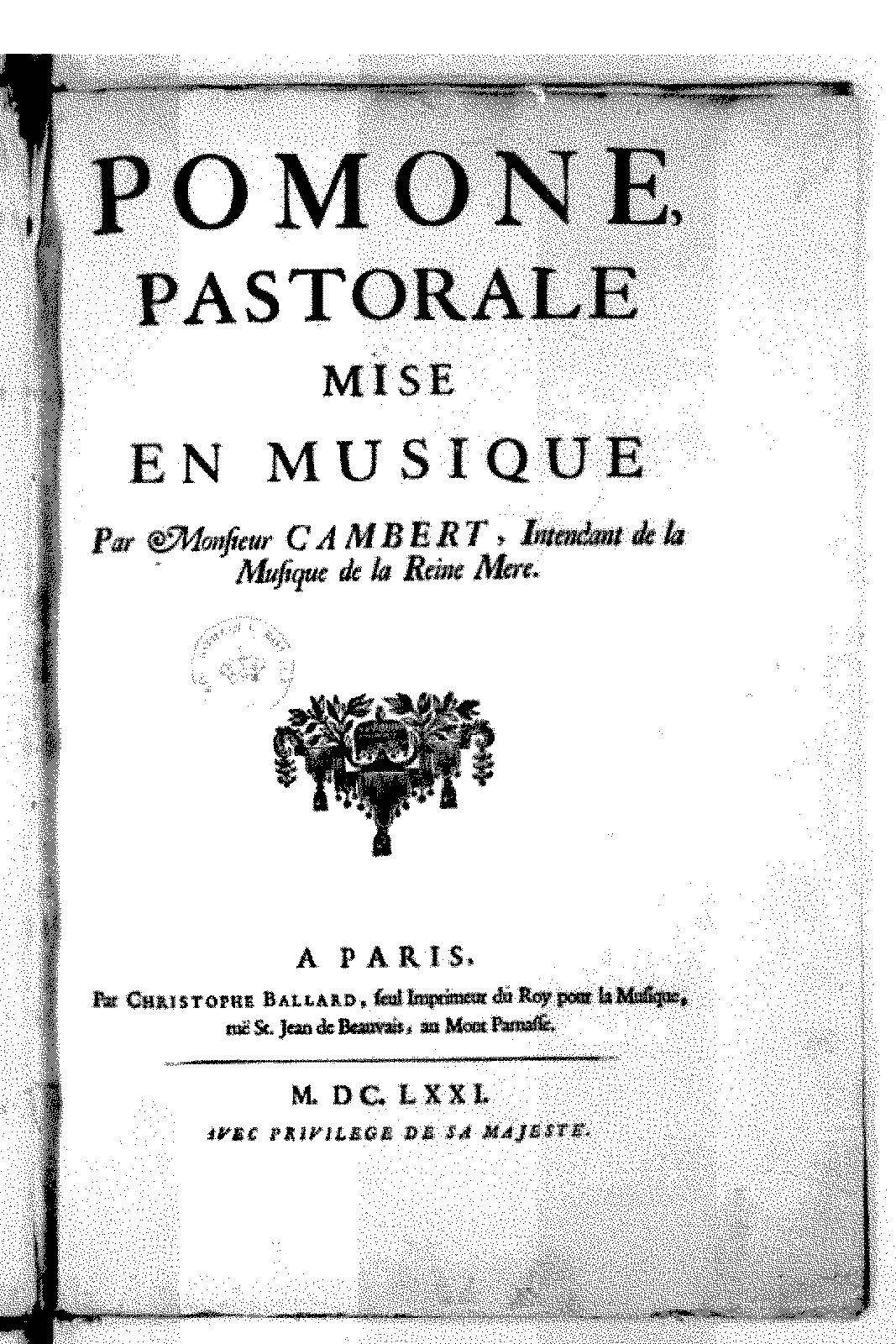
La page de titre du livret de Pomone, oeuvre de Robert Cambert, 1671.

Pomone est une pastorale française en cinq actes et un prologue du compositeur Robert Cambert, sur un livret de Pierre Perrin avec une chorégraphie de Pierre Beauchamp, créée le 3 mars 1671 pour l'inauguration de la salle du Jeu de paume dit de la Bouteille rue Mazarine. 

## L'œuvre
L'œuvre connut un tel succès qu'elle a été donnée durant 146 représentations, durant 8 mois. Les rôles principaux étaient tenus par Mlle Cartilly (Pomone) et François Beaumavielle (Vertumne). C'est le premier opéra en musique et en vers françois à voir le jour à la suite de la création de l'Académie d'Opéra dont Pierre Perrin avait obtenu le privilège en 1669.
Le mythe de Pomone est à l'origine de l'œuvre. La chorégraphie est due à Des Brosses et Pierre Beauchamp, les rôles de Pomone, divinité des Fruits, et de son amant Vertumne sont respectivement tenus par Mlle Cartigny et M. Beaumavielle. Une relation est donnée par Robinet dans ses Lettres en vers à Monsieur, 18 avril 1671.
La musique n’est connue que pour le prologue, le premier acte et le début du second, dans une impression incomplète donnée par Robert III Ballard (in-2°, 40 p.). L’œuvre n’ayant jamais été imprimée entièrement, Christophe Ballard en vendait des copies manuscrites.
Le livret est imprimé à plusieurs reprises par Pierre Le Mercier et par Robert III Ballard en 1671 (voir Guillo 2003 n° 1671-P) puis par Christophe Ballard en 1703 et 1714. L’édition de 1671, est suivie des Lettres patentes du Roi, pour établir... des Académies d'opéra.